# 柳远
柳远（450年—539年），字季云，河东郡南解县（今山西省永济市）人，北魏官员。

## 生平
柳远性格疏忽不细致，当时有人称他为“柳癫”，他喜好弹琴，沉湎于饮酒，不时有文章诗歌，担任魏孝明帝元诩的挽郎。魏孝武帝元修初年，柳远被授任仪同开府参军事。柳远纵情于琴酒之间，每次出门回家，家人有时问外面有什么消息，柳远回答说：“没听说什么，就是听说了也不懂。”元象二年（539年），柳远在项城游玩，遇上疾病发作去世，虚岁四十。

## 家族

### 祖父
- 柳邕明，刘宋通直散骑常侍、南阳郡太守[3]

### 父亲
- 柳玄达，北魏辅国将军、司徒谘议参军、夏阳县子

### 兄弟
- 柳𫄨，东魏东太原郡太守、夏阳县子

### 夫人
- 天水赵氏，北魏使持节、征虏将军、岐华二州刺史、寻阳成伯赵超宗第四女[3]